# Hensington
Hensington är en stadsdel i Woodstock, i civil parish Woodstock, i distriktet West Oxfordshire, i grevskapet Oxfordshire, i England. Hensington var en civil parish 1866–1894 när blev den en del av Hensington Within och Hensington Without. Civil parish hade 238 invånare år 1891. Byn nämndes i Domedagsboken (Domesday Book) år 1086, och kallades då Hansitone.